# Paul Wallot

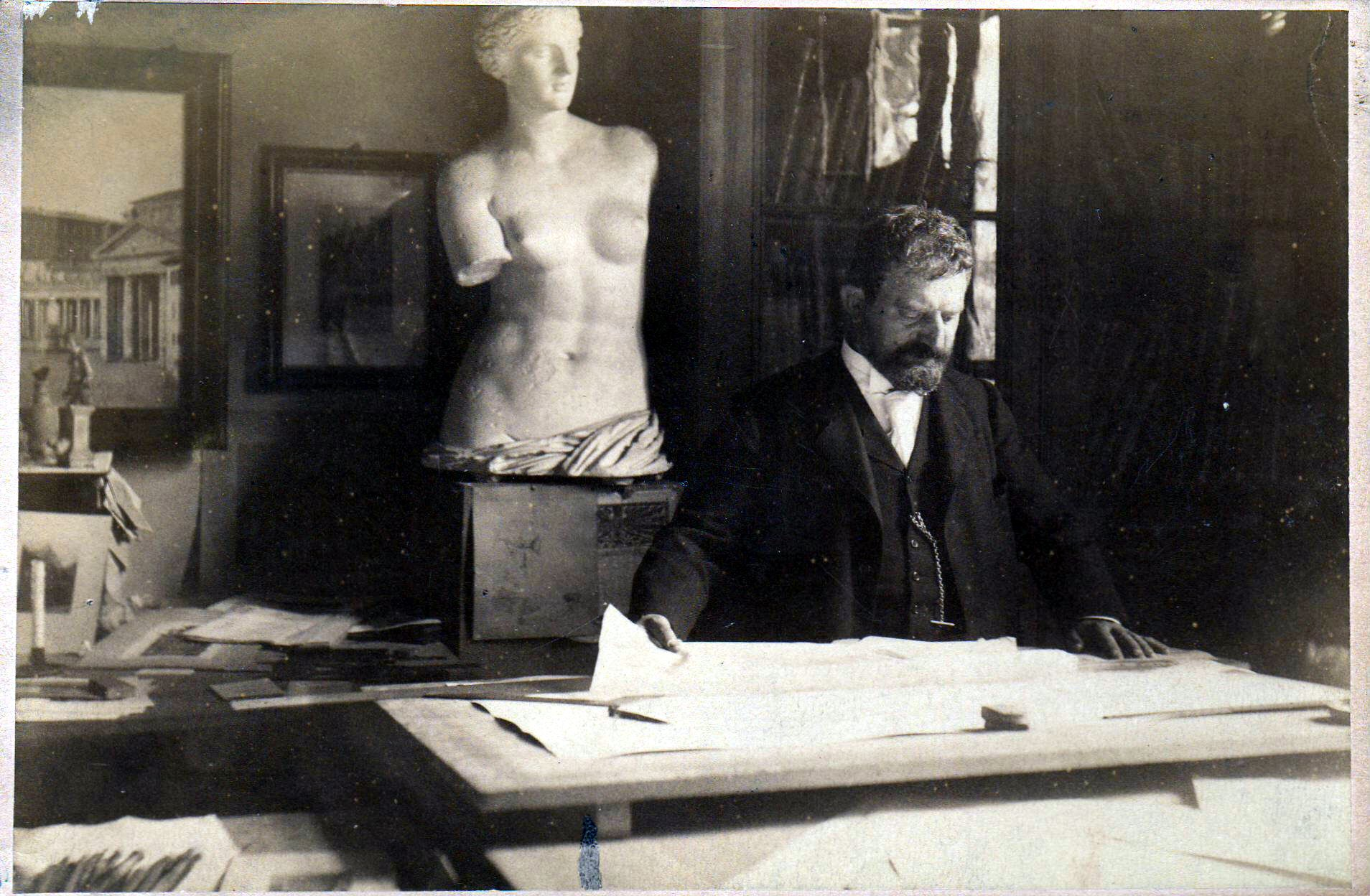
Paul Wallot en su estudio.

Paul Wallot (Oppenheim, Hesse-Darmstadt; 26 de junio de 1841 - Bad Schwalbach, Imperio alemán; 10 de agosto de 1912) fue un arquitecto y profesor universitario alemán, famoso por haber sido el encargado del diseño del edificio del Reichstag de Berlín, erigido entre 1884 y 1894. También diseñó el Palacio adyacente del Presidente del Reichstag.
- Datos: Q77357
- Multimedia: Paul Wallot / Q77357